# 그레천 윌슨
그레천 윌슨(Gretchen Wilson, 1973년 6월 26일 ~ )은 미국의 싱어송라이터이다.